# Musikästhetik
Musikästhetik ist als philosophische Disziplin Teil des Denkens über Musik mit dem spezifischen Bezugspunkt der Reflexion und ästhetischen Erfahrung musikalischer Werke und Prozesse. Dabei variieren Gegenstand und Methoden musikästhetischer Betrachtungen. Die begriffliche und wissenschaftssystematische Konzeption einer Disziplin der Ästhetik im, für die moderne Philosophie, prägenden Sinne erfolgte Mitte des 18. Jahrhunderts durch A. G. Baumgarten; sie soll sich, seinem Entwurf entsprechend, mit der sinnlichen Erkenntnis allgemein, mit der Erkenntnis von Kunst und Schönem im Besonderen und mit dem Verstehen und Bewerten von Kunstwerken in historischen Zusammenhängen beschäftigen.

## Antike
Auch wenn der Begriff vor dem 18. Jahrhundert noch nicht verwendet wird, haben die Menschen seit je über ihre geistigen Produkte reflektiert, auch über die von ihnen geschaffene Musik. In den Mythen der Antike spielt die Musik und ihre Wirkung oft eine bedeutende Rolle, wie etwa im Mythos von Orpheus. Eine besondere Bedeutung erhält die Musik in der Philosophie der Pythagoreer: Ihnen galten Harmonie und Zahl als Grundprinzip des Seienden, die Musik und ihre Intervallverhältnisse als Paradigma dieser allumfassenden Ordnung.
Für Platon ist Musik in seinem Dialog „Symposion“ als Techné (im Sinne von kunstvoll-handwerklicher Betätigung) lediglich Durchgangsstation zur Erkenntnis des Seienden, weil sie die Liebe zum Sinnlich-Schönen hervorrufen kann. In Platons Politeia (dt. „Der Staat“) wird die Musik als Instrument der Erziehung der Angehörigen des Gemeinwesens gesehen, unterliegt als solches aber engen Begrenzungen in Inhalt und Ausführung.
Auch bei Aristoteles ist die Musik hauptsächlich Mittel zum Zweck der Beeinflussung von Charakter und Seele: Da das Eidos (das Urbild) der Kunst in der Seele des Herstellenden liegt, ist die Mimesis (die Nachahmung) bei Kunstwerken bezogen auf die menschlichen Seelenbewegungen und Affekte. Daher kann auch Musik die Affekte der Menschen beeinflussen, idealerweise zum Positiven.

## Mittelalter
Die musikästhetischen Äußerungen der mittelalterlichen Denker beziehen sich ausschließlich auf die liturgische Musik. Dabei stehen im frühen Mittelalter (z. B. bei Boethius) Gedanken im Vordergrund, die Musik als mathematische Wissenschaft zu deuten und ihr Schönheit dann zuzusprechen, wenn sie die Harmonie des Kosmos abbildet. Später rücken dann auch musikpraktische Überlegungen in den Vordergrund: Mit Einführung der römischen Liturgie in den fränkischen Gottesdienst im 9. Jahrhundert wurde über die Stellung des Gesangs im Gottesdienst nachgedacht. Einig sind sich alle Denker in der Meinung, dass der Gesang das Wort Gottes wirksamer übermitteln kann als Sprache allein. Das bedeutet aber auch, dass Musik einzig als „Transportmittel“ gesehen wird und nicht eigenständig bestehen kann. Nur im Zusammenhang mit liturgischem Text hat Musik ihre Daseinsberechtigung. So wenig es im Mittelalter individuelle Komponistenpersönlichkeiten gibt, so gibt es auch nicht die Idee der „absoluten Musik“, die unabhängig von einem Zweck bestehen kann.
Mit dem Aufkommen der Notenschrift und des mehrstimmigen Gesangs im 11. Jahrhundert wird zunehmend über die Art der Komposition reflektiert. Neben anderen entwarf Guido von Arezzo eine – der Grammatik der Sprache angelehnte – Theorie darüber, wie Melodien aufgebaut sein müssen, damit sie vollkommen sind. Zahlreich sind die Überlegungen zur Praxis des Organumgesangs, die bekannteste ist die „Musica enchiriadis“ aus dem 9. Jahrhundert.
Bedeutsam wurde der Streit zwischen Vertretern der Ars antiqua und der Ars nova im 14. Jahrhundert, zwischen der „neuen“ Art zu musizieren, die sich aus weltlich-praktischen Bedürfnissen entwickelte (Entwicklung der Motette als gesellige Form des Musizierens mit größeren rhythmischen Freiheiten) und der „alten“ Art, die sich auf die strenge liturgische Musizierweise berief.

## Neuzeit
Der Humanismus des 15. Jahrhunderts bringt eine Neuinterpretation der antiken Autoren und auch eine Neubestimmung des Wertes musikalischer Schöpfung. Die mathematisch-spekulative Sicht auf die Musik tritt zugunsten einer Sicht in den Hintergrund, die die Musik in einen Zusammenhang mit dem menschlichen Leben stellt.
Zarlino pointiert: Die Bestimmung der Musik sei es, „in Muße und Fern vom Alltag die Zeit zu verbringen und sich dabei edel zu beschäftigen“.
Eine „neue Einfachheit“ in der Kompositionstechnik fordert die Florentiner Camerata Ende des 16. Jahrhunderts. Die in der Antike (angeblich) vorhandene Einheit von Sprache und Musik wird hier als Ideal angesehen. Somit ist für die Mitglieder der Camerata der Monodie Vorrang vor den komplexen Produktionen polyphoner Kompositionen zu geben.
In der Aufklärung wird die Trennung zwischen Wissenschaft und Kunst vollzogen. Der Begriff des künstlerischen subjektiven Geschmacks kommt jetzt in die Diskussion, im Gegensatz zur objektiven Erkenntnis. Phänomene der Natur können Vorbild der Musik sein, überschreiten aber reine Abbildung. Vorweisend auf die Romantik kommt in der Mitte des 18. Jahrhunderts der Begriff des Ausdrucks auf, der Unsagbares ausdrücken soll. Mit diesem ästhetischen Konzept rückt die reine Instrumentalmusik vor die Vokalmusik, da nur durch jene die zunehmend abstrakten Inhalte von Musik angemessen dargestellt werden können.

## 19. Jahrhundert
Charakteristisch für die Musikästhetik des 19. Jahrhunderts ist der Parteienkampf zwischen den beiden musikästhetischen Positionen Programmmusik und Absolute Musik.
In der Programmmusik gehört ein meist sprachlich beschriebenes Programm zum ästhetischen Gegenstand der Musik. Dagegen findet mit dem Aufkommen der Idee der Absoluten Musik, einer von Sprache und Kontext unabhängigen Instrumentalmusik, deren ästhetischer Bezugspunkt allein die formale, strukturelle Einheit der Musik selbst darstellt, ein Paradigmenwechsel im musikalischen Diskurs statt.

### E.T.A. Hoffmann
Die frühromantische Musikästhetik fällt noch in die Zeit der Wiener Klassik und findet dort ihren Ausgangspunkt. Das wesentliche Merkmal romantischen Denkens, die Überzeugung, die „reine, absolute Tonkunst“ sei die eigentliche Musik, findet sich schon in E.T.A. Hoffmanns Rezension von Beethovens 5. Symphonie (1810), die für ihn die geschichtlich wirksamste Manifestation des romantischen Geistes in der Musikästhetik darstellt. Hoffmann bezeichnet die absolute Instrumentalmusik als die romantischste aller Künste. Sie überwinde die Nachahmung einer äußeren, begrifflich bestimmbaren Sinnenwelt als ästhetische Substanz, indem sie auf das „Unaussprechliche“ hindeute und so über die Sprache hinausgehe. Zur ästhetischen Substanz gehörten – im Gegensatz zu den bestimmten Affekten der Vokalmusik – unbestimmte Gefühle, die Hoffmann als „Geisterreich der Töne“ aus der Absoluten Musik heraushört. Eine schwärmerische, metaphysische Überhöhung der Musik stellt sich sowohl bei Hoffmann als auch bei weiteren Frühromantikern ein, jedoch formuliert Hoffmann mit der differenzierten und geschlossenen Form des Musikwerks eine innermusikalische Voraussetzung absoluter Musik.

### Eduard Hanslick
Eduard Hanslick als bedeutender Musikästhetiker des 19. Jahrhunderts fordert eine wissenschaftliche, auf das gegebene Kunstwerk bezogene Ästhetik anstelle der romantischen Verklärung mit ihren subjektiven Empfindungen und Reaktionen. Hanslick positioniert sich klar gegen die Gefühlsästhetik, die das Wesen der Musik in den, durch sie erregten, Gefühlen sieht. Nach Hanslick ist der Gegenstand der Musikästhetik nur das objektiv Gegebene des Musikwerks: dessen Töne und die Besonderheiten ihrer Verbindung durch Melodie, Harmonie und Rhythmus. So betrachtet Hanslick den Inhalt und Gegenstand der Musik als individuelles Resultat kompositorischer Arbeit des Geistes „in geistfähigem Material“ und nennt diesen reinen Teil der Musik „tönend bewegte Formen“. Als Tonkunst könne nur die reine Instrumentalmusik gelten. Die spezielle Leistung Hanslicks ist in der Synthese von Form- und Inhaltsästhetik zu sehen, vor allem in der Hervorhebung der Bedeutung einer formalen Analyse des Musikwerks für dessen Ästhetik. Hanslick spricht der Musik den Prozess der Gefühlsäußerung und -erregung nicht ab, will ihn jedoch aus der Analyse der Musik heraushalten, weil für ihre ästhetische Betrachtung nichts vorhanden sei, was außerhalb des Kunstwerks selbst sei.

### Friedrich Nietzsche
Friedrich Nietzsches Musikästhetik folgt keiner durchgängig einheitlichen Entwicklungslinie. Unter den Einflüssen zunächst Richard Wagners und Arthur Schopenhauers, später Eduard Hanslicks, bewegen sich Nietzsches musikästhetische Überlegungen zwischen den beiden Extremen Gefühl und Form.
Mit dem Kennenlernen Wagners Ende 1868 bezieht Nietzsche entsprechend Position für das antiformalistische Lager. Sich zu Wagner und dessen Auffassung von Musik, als vom Rezipienten verstandener Gefühlsausdruck, bekennend und unter dem Einfluss Schopenhauers vertritt Nietzsche zur Zeit der Entstehung seiner Geburt der Tragödie die Ansicht, die wesentliche Leistung der Musik sei die „größtmögliche Vermittlung von Gefühlsinhalten“. Doch schon 1871 formuliert er im Fragment 12 [1] Momente einer radikalen Absage an die Gefühlsästhetik. In Hinblick auf die Gegnerschaft zwischen Wagner und Hanslick obliegen diese ersten Anzeichen der späteren Wagner-Kritik jedoch einer strengen Selbstzensur Nietzsches. Mit der Abwendung von Wagner und Schopenhauer entwickelt er eine formalistische Sichtweise, die sich stark der Ästhetik Hanslicks annähert. Das Gefühl dankt als maßgebliche analytische Instanz für Nietzsche ab, während die Form in den Vordergrund rückt.

### Sinnlichkeit und Intellektualität
Nach neueren Forschungen ist die zentrale Stellung des Gegensatzes von Programmmusik und absoluter Musik für die Musikästhetik des 19. Jahrhunderts allerdings fraglich; so stellt Andreas Dorschel stattdessen den Gegensatz von sinnlicher Unmittelbarkeit der Musik einerseits und den in sie eingegangenen intellektuellen Vermittlungen in den Mittelpunkt seiner Darstellung der Musikästhetik des 19. Jahrhunderts.

## 20. und 21. Jahrhundert
Musikästhetische Entwicklungen des 20. Jahrhunderts werden – anders als im 19. Jahrhundert – nicht mehr primär durch eine philosophische Musikästhetik erörtert. Vielmehr findet ein musikästhetischer Diskurs in reflektierenden oder programmatischen Schriften einzelner Komponisten statt. Obwohl im 20. Jahrhundert eine Ausdifferenzierung der Musikstile in Einzelästhetiken zu beobachten ist, ist die Abkehr von musikästhetischen Idealen des 19. Jahrhunderts grundlegendes Motiv. Während im 19. Jahrhundert die Tonsprache (Dur-Moll-System, Tonalität, Stimmführung, takt-metrische Gliederung) fokussiert wurde, stand im 20. Jahrhundert die Neustrukturierung des musikalischen Materials im Vordergrund. Grammatik sowie Syntax der Musik wurden grundlegend verändert, melodische, harmonische und rhythmische Zusammenhänge des 19. Jahrhunderts dekomponiert. Zentrale musikästhetische Aspekte des 20. Jahrhunderts sind die Auflösung der Tonalität, die Emanzipation der Dissonanz und Fragen nach dem Verhältnis der Neuen Musik zur Tradition. Die Einlassungen Theodor W. Adornos überblenden im 20. Jahrhundert in Masse und Qualität alle weiteren Beiträge zur Musikphilosophie und -ästhetik. Entsprechend unterrepräsentiert ist die Rezeption des französischen Poststrukturalismus, etwa Roland Barthes, Jacques Derrida (Hauntology), Gilles Deleuze, Jean Baudrillard oder auch Pierre Bourdieu. Während Walter Benjamins Ideen zur Kunst auch in Zusammenhang mit Adornos zum Teil Eingang in die Musikästhetik gefunden haben, beschäftigen sich viele Philosophen am Rande mit ästhetischen Aspekten der Musik oder lassen sich in den Bereich der Musikästhetik übertragen, so Hans-Georg Gadamer, Giorgio Agamben, Alain Badiou und weitere. Die erste Buchreihe zur Musikästhetik, Studien zur Wertungsforschung, erscheint 1968. Seit 1997 erscheint die Zeitschrift Musik & Ästhetik. Das Institut für Musikästhetik in Graz hat sich, ausgehend von der „Wertungsforschung“, seit 2007 in Richtung Musikphilosophie neu ausgerichtet. Die Aufarbeitung einer Ästhetik der Populären Musik steht bis heute aus und wurde von Forschungsarbeiten zunächst im Rahmen der Musiksoziologie in der zweiten Hälfte des 20. Jahrhunderts und dann einer dominanten Ausrichtung auf die Zusammenhänge zwischen Medien, speziell Massenmedien, und Musik in den Hintergrund gedrängt. Erwähnenswert sind Veröffentlichungen des Ventil Verlags, besonders aus der Reihe Testcard. Musikästhetische Fragestellungen werden seit ihrem Bestehen besonders auch im Rahmen der Musikethnologie erörtert.

### Expressionismus
Seit etwa 1920 wird der Begriff des Expressionismus auch in Bezug zur Musik verwendet, um das Auftreten neuer musikästhetischer Phänomene zu Beginn des 20. Jahrhunderts erklären und einordnen zu können. Als Gegenbegriff zum musikalischen Impressionismus ist der musikalische Expressionismus Ausdruckskunst, die Kunst des Ausdrucks des (eigenen) Innern. Durch ihn werden ästhetische Ideale und Normen des 19. Jahrhunderts – Schönklang, Diatonik, Metrik – verzerrt. Seine grundlegende Idee, Ausdruck als Gegenbegriff zur Form zu etablieren, findet der Expressionismus in der Konzeption der Neudeutschen Schule, doch verkehrt er weitere konzeptionelle Ansätze dieser ins Gegenteil. In den Kompositionen des Expressionismus findet sich die Idee, dass ein Verstehen des Hörenden zur Essenz des Ausdrucks der Musik selbst gehört, nicht mehr wieder. Somit werden Kompositionen nicht an Ansprüchen oder Erwartungen des Hörenden ausgerichtet. Vielmehr zeigen sich in ihnen Versuche, Möglichkeiten des musikalischen Ausdrucks von Gefühlen realisieren zu wollen. Im Überschreiten der Grenzen des Bewusstseins soll sich dem eigenen Wesen, das jenseits des Bewusstseins liegt, angenähert werden.
In der Kompositionspraxis werden diese Versuche im Überschreiten der Tonalität als Erweiterung hörbar. Auch werden im Expressionismus musikalische Gattungen (Symphonie, symphonische Dichtung, Kammermusik, Lied, Ballade, Oper, Kantate) werkimmanent vermischt und ihre Grenzen überschritten. Arnold Schönberg versucht, durch die Verwendung verschiedener Kunstgattungen in "Die glückliche Hand" (1924), die Idee einer Synästhesie zu verwirklichen. Wichtige Komponisten des musikalischen Expressionismus sind u. a. Charles Ives, Igor Strawinski, Béla Bartók, Arthur Honegger sowie Paul Hindemith.

### Neoklassizismus
Der Gattungsbegriff Neoklassizismus bezeichnet ab den 1920er Jahren im Bereich der freitonalen bzw. atonalen Musik die Verwendung von Formen, die sich im Bereich der tonalen Musik klassischer Geltung herausgebildet haben. Diese übernommenen Formen sollten in neoklassizistischen Werken als formales Element verwendet und in der Gestalt als Hüllen in einer neuen Anordnung der Töne ästhetisch reflektiert werden. Die musikalischen Elemente werden durch die Hervorhebung der formalen Eigenschaften sowie ihrer Anordnung durch das Prinzip der Verfremdung verdeutlicht. Die Eigenschaften des Tonsatzes verschmelzen dann nicht zur Einheit, sondern funktionieren als frei komponierte Mechanismen. Dieses formalistische Verfahren wurde erst an vorgegebenen Werken, Tonsätzen oder Tonsatztypen der Klassik oder Vorklassik entwickelt, später dann in freien Kompositionen angewendet. Auch hier liegt der Ursprung meist in der Klassik, ist aber als solcher nicht mehr eindeutig zu benennen. In der weiteren Entwicklung des Neoklassizismus werden auch zeitgenössische Werke von Schönberg oder Webern in formalistisch-neoklassizistischer Verfahrensweise verwendet.
Vor allem bei Strawinski sollte die Anwendung des Verfahrens die Rezeption der Musik bewusster gestalten. Der ästhetische Schein einer Selbstverständlichkeit oder Natürlichkeit des musikalischen Ablaufs sollte der Rezeption entzogen werden. Theodor W. Adorno sah in den Verfahrensweisen des Neoklassizismus reaktionäre Tendenzen aufgrund seiner restaurativen Verfahrensweisen, die er zusammenfassend als „Musik über Musik“ bezeichnete. Dieser Anschauung entgegengesetzt kann der Neoklassizismus auch als produktiver Eklektizismus im Gegensatz zu subjektivistischen Originalitätsansprüchen des Expressionismus eingeordnet werden.

### Atonalität
Atonalität umschreibt ab etwa 1908 musikalische Entwicklungen, die sich des vorherrschenden Ideals der Tonalität und deren Klang- und Formbildung entziehen. Atonalität bezeichnet in diesen musikalischen Entwicklungen die Weiterentwicklung bzw. die Negation der Tonalität. Im Rahmen dieser Bezeichnung sind die Begrifflichkeiten der Tonalität sowie der Atonalität als relativ zu verstehen. Atonalität stellt kein gegensätzliches Prinzip zur Tonalität dar, vielmehr ist die Tonalität musikhistorische Voraussetzung für eine Idee der Atonalität. Komponisten wie Arnold Schönberg, Alban Berg oder Anton Webern, die das Prinzip der Atonalität verwendeten, sahen ihre Werke selbst in einen Traditionszusammenhang musikgeschichtlicher Entwicklung eingebettet.
Atonalität meint nicht das bloße Ausschließen tonaler Beziehungen – obgleich die Anordnung der Töne keine Beziehung zur Tonalität aufweisen muss –, sondern die Auflösung eines tonalen Zentrums und der Leittönigkeit. Der Ton selbst bleibt dabei tonal, steht jedoch jenseits des Prinzips der Tonalität. Die verschiedenen Tonhöhen einer chromatischen Tonleiter erscheinen dabei als gleichwertig. Schönberg sieht in diesem Prinzip die „Emanzipation der Dissonanz“: Die qualitative Begriffsunterscheidung von Konsonanz und Dissonanz wird zu einer Gleichwertigkeit aller Intervallkombinationen aufgehoben. Auch kann dieses Prinzip als Funktionslosigkeit im Sinne einer Defunktionalisierung musikalischer Phänomene im harmonischen Verlauf betrachtet werden. Atonalität dient der Möglichkeit der Erfahrbarkeit von Tonbeziehungen außerhalb der Tonalität. Erwartete sowie gewohnte werden zu unerwarteten und ungewohnten ästhetischen Phänomenen. Arnold Schönberg, Anton Webern, Alban Berg und Josef Matthias Hauer entwickeln im Bereich der Atonalität unterschiedliche Kompositionstechniken. Musikwissenschaftlich wird zwischen der freien Atonalität und der, an die Zwölftonmethode gebundenen, Atonalität unterschieden, die sich aber nicht grundlegend unterscheiden.
Das Prinzip der Atonalität findet in kompositorischen Verfahren der Zwölftontechnik ihre praktische Anwendung. Unter dem Begriff der Zwölftontechnik werden musikalische Werke zusammengefasst, die ihre Grundlagen aus den programmatischen Schriften Arnold Schönbergs (Reihentechnik) oder aus Hauers Tropentechnik ableiten. Die elementaren Prinzipien der Zwölftontechnik sind die gänzliche Abstraktion der Chromatisierung der Tonsprache zur Gleichberechtigung aller Töne sowie die Allgegenwart bestimmter Intervallbeziehungen. Durch diese Prinzipien lösen sich die einzelnen Töne von ihren scheinbar natürlichen Charaktereigenschaften.
Die Zwölftontechnik ist durch ihre Verweigerung von Schönheit und Harmonik für Theodor W. Adorno die einzig authentische Kompositionspraxis angesichts der weltgeschichtlichen Entwicklung zu Beginn des 20. Jahrhunderts. In ihrer vereinsamenden Subjektivierung enthält die Zwölftontechnik emanzipatorisches Potential und zeigt damit die Möglichkeit einer Veränderung gesellschaftlicher Verhältnisse auf. Auch für Ernst Bloch hat Musik utopischen Charakter. Sie kann in ihrer Sprache utopische Ideen aufzeigen, nicht aber verwirklichen. Diese utopischen Eigenschaften der Musik erkennt Bloch vor allem in der Zwölftontechnik Schönbergs.

### Serielle Musik
Der Begriff Serielle Musik wird ab dem Ende der 1940er Jahre verwendet. Serielle Musik versucht, eine reihenmäßige Strukturierung der Klangmaterialen vorzunehmen, um damit das Reihenprinzip Schönbergs auf die zentralen musikalischen Parameter (Tondauer, Lautstärke, Klangfarbe) auszuweiten. Diese Strukturierung sowie die Methode, die Parameter durch Verknüpfung interdependent zu gestalten, basiert auf dem musikästhetischen Ansatz, dass sich durch eine totale Organisation aller musikalischer Parameter auch ein musikalischer Sinn erzeugen lasse. Der Serialismus ist somit der Versuch, Musik als sinnlichen Reflex einer gesetzmäßigen Ordnung ihrer klanglichen Erscheinungen zu etablieren. Durch eine kritische Auseinandersetzung mit den Prinzipien seriellen Komponierens wurden Modifikationen sowie Korrekturen in der Kompositionspraxis vorgenommen. Während zu Beginn der Seriellen Musik in der Entwicklung einer Komposition von einem strukturierten Material auf eine strukturierte Form zu schließen war, waren später übergeordnete Gestaltungsmerkmale grundlegendes Prinzip. Wichtige Vertreter der Seriellen Musik sind vor allem Olivier Messiaen und Pierre Boulez.

### Elektronische Musik
Elektronische Musik ist Musik aus elektronisch erzeugten Klängen. Formen elektronischer Musik entwickelten sich bereits im frühen 20. Jahrhundert, erfuhren ihre volle Ausprägung aber erst in den 1950er Jahren. Ursachen für die Entstehung waren sowohl technische Entwicklungen (Erfindung der Elektronenröhre und Entwicklung des Magnettonverfahrens) als auch musikalische Aspekte. Die Dekonstruktion etablierter Formvorstellungen sowie die Differenzierung klanglicher und rhythmischer Charakteristiken konnten sich nur in den begrenzten Möglichkeiten spieltechnischer Ausführbarkeit entwickeln. Anhand der Elektronischen Musik wurde versucht, den Widerspruch zwischen intentionaler Strukturierung des Materials und dem real verwendeten Material aufzulösen.
Der musikästhetische Ansatz im Bereich der elektronischen Musik war, eine elementare Strukturierung musikalischer Vorgänge nach dem seriellen Konzept vorzunehmen. Dadurch, dass die Tonhöhen nun beliebig angeordnet werden konnten, entfielen auch ordnungsschematische Beschränkungen. Unterschiedliche Verfahrensweisen elektronischer Klangerzeugung durch diverse Geräte ermöglichten ein hohes Maß an Flexibilität in der Kompositionspraxis. Im Rahmen elektronischer Musikproduktion verschwindet auch die Grenze zwischen Komponist und Interpret. In der Kompositionspraxis kann der Komponist gleichermaßen als Interpret auftreten. Der anfängliche Autonomieanspruch elektronischer Musik wird durch die Einbindung vokaler und instrumentaler Klänge aufgehoben. In ihrer Entwicklung differenziert sich die elektronische Musik in Einzeldisziplinen aus. Zu nennen wären hier vor allem die Bezeichnungen Musique concrète, Tape Music, Elektronische Musik in der Ausprägung der Kölner Schule um Karlheinz Stockhausen sowie Live-Elektronik. In Richtung der Populären Musik entstand die Elektronische Tanzmusik. Auch im Jazz kamen seit den 1960er-Jahren zunehmend elektronische Instrumente zum Zuge. Mit diesen Entwicklungen etablierte sich eine stärkere Integration und Ausdifferenzierung von geräuschhaften Elementen der Musik. Der Sampler hat den Rezeptionsformen von Musik seit den 1980er-Jahren eine zusätzliche referentielle Note verliehen.

### Aleatorik
Aleatorik meint als Oberbegriff kompositorische Verfahrensweisen, die durch ein geregeltes Zufallsverfahren zu einem unvorhersehbaren musikalischen Ergebnis führen. Die beliebige Auswahl des musikalischen Materials ist dabei durch die gegebenen Möglichkeiten des Materialvorrats eingeschränkt. Dennoch ist aleatorische Musik durch variable, unbestimmte sowie mehrdeutige Muster bestimmt, durch die das vorherrschende Ideal einer Kausalität des musikalischen Verlaufs verworfen wird. Im Gegensatz zu Verfahrensweisen der Seriellen Musik ist die der Aleatorik nicht-systematisch. Obgleich aleatorische Musik durch das variable Zusammenwirken momentaner Ereignisse bestimmt ist, ist eine deutliche Abgrenzung zum Prinzip der Improvisation notwendig.

Aleatorik hat durch ihr Kompositionsverfahren verändernde Auswirkungen auf die Praxis der Interpretation. Indem sich aleatorische Musik und deren Notation durch ihr zufälliges Verfahren vor der Interpretation öffnen muss, erhöht sich die Selbstständigkeit sowie die Mitverantwortung des Interpreten maßgeblich. Die Interpretation aleatorischer Werke ist somit auch als Erweiterung der Komposition zu denken, da Notentext und Interpretation nicht zwangsläufig übereinstimmen müssen.
Im Bereich der aleatorischen Musik haben sich verschiedene kompositorische Praktiken entwickelt. Aleatorische Verfahrensweisen bei Karlheinz Stockhausen und Pierre Boulez werden als Fortführung serieller Kompositionweisen verstanden. Boulez bezeichnet seine Verfahrensweise als gelenkten Zufall. John Cage hingegen verzichtet bewusst auf den Begriff der Aleatorik und setzt diesem die Begriffe Zufall und Unbestimmtheit entgegen. Zusammenfassend lassen sich drei Typen aleatorischer Verfahrensweisen bestimmen:
1. Aleatorik als Komposition von Teilstrukturen und einzelnen Momenten in der Musik. Die Anordnung, Reihenfolge sowie die Vollständigkeit des musikalischen Prozesses wird dadurch dem Interpreten überlassen. Form, Dauer, Anfang und Ende der Komposition sind somit frei.
2. Der Komponist hält an einer verbindlichen Gliederung der ganzen Komposition fest. Einzelheiten der Komposition können hier verschiedenen Bedeutungsgehalt haben.
3. Das Stück als Ganzes sowie dessen Teilstrukturen sind von gleicher Bedeutung. Der Interpret erhält hier die größtmögliche interpretatorische Freiheit.

### Minimal Music
Der Begriff Minimal Music findet seit Beginn der 1970er Jahre Verwendung. Meist wird er synonym zur Musik von La Monte Young, Terry Riley, Steve Reich und Philip Glass verwendet. Dem widerspricht, dass die Komponisten der Minimal Music unterschiedliche kompositorische Ansätze vertreten und sie ihre kompositorischen Verfahrensweisen auch entwickelt haben.
Der Begriff Minimal Music schließt zwei ihrer grundlegendsten Prinzipien ein: die Reduktion des musikalischen Materials sowie die Einfachheit der Formidee. Doch erst durch das Prinzip der Wiederholung dient das Schema der Reduktion als hinreichende Charakterisierung der Musik. Da Wiederholung aber immer schon Veränderung einschließt, wie auch minimalistische Musiker erkannten, ändern sich die repetitiven Pattern in der musikalischen Struktur eines Stückes. In der Entwicklung der Minimal Music wird die Idee der Harmonie als Zusammenklangsform musikalischen Geschehens durch eine Klangstruktur als Modalität ersetzt, die sich durch die Gleichzeitigkeit der polyphonen Linien kennzeichnen lässt. Die Melodie wird in minimalistischer Musik nicht mehr als zeitliche sowie intentionale Idee verstanden, sondern als Resultat eines musikalischen Prozesses. Der Rhythmus dient als Träger des musikalischen Ablaufs.
Reich prägte als musikästhetischen Ansatz die Idee einer Musik als Prozess, Glass hingegen begreift Musik als Mosaik. Gemeinsam haben beide konzeptionellen Ansätze ihre potentielle Unendlichkeit, die im Überwinden zeitlicher Grenzen letztendlich die musikalische Form des Werkes negiert.

## Zeitschrift
- Musik & Ästhetik. Seit März 1997 in vierteljährlichem Abstand erscheinende Zeitschrift im Verlag Klett-Cotta, Stuttgart. Herausgegeben von Ludwig Holtmeier, Richard Klein und Claus-Steffen Mahnkopf.

## Buchreihen
- Vorwiegend musikästhetischen Fragen widmen sich die Studien zur Wertungsforschung, die seit den 1960er Jahren erscheinen, herausgegeben zunächst von Harald Kaufmann (von 1967 bis 1970), sodann von Otto Kolleritsch (von 1971 bis 2003) und gegenwärtig (seit 2004) von Andreas Dorschel. Autoren dieser Reihe waren unter anderem Theodor W. Adorno, Carl Dahlhaus, Ernst Krenek, György Ligeti und Philip Alperson. Die einzige Buchreihe, die ausschließlich dem Thema Musikphilosophie gewidmet ist, trägt den Titel "Musikphilosophie", erscheint seit dem Frühjahr 2011 beim Alber Verlag und wird von den beiden Musikwissenschaftlern Oliver Fürbeth und Frank Hentschel und den beiden Philosophen Lydia Goehr und Stefan Lorenz Sorgner herausgegeben: Informationsseite des Verlags.